# Ludwig Maurer (Unternehmer)
Ludwig Maurer (* 14. Mai 1873 in Sigmanns bei Wangen im Allgäu; † 23. Mai 1936 in Nürnberg) war ein deutscher Unternehmer und Erfinder.

## Leben und Beruf
Ludwig Maurer war Sohn eines Schäfers und Gutspächters. Schon als Schüler war er von Fabriken und mechanischen Werkstätten fasziniert. Er erlernte das Mechanikerhandwerk bei verschiedenen Fahrrad-, Nähmaschinen- und Maschinenbauwerkstätten und besuchte Abendseminare am Technikum in Winterthur. Maurers erstes von ihm selbst konstruiertes und gebautes Fahrzeug war ein Hochrad mit Motorantrieb. 
Von 1895 bis 1898 war Maurer als Werkmeister beschäftigt bei der Münchener Motorradfabrik Hildebrand und Wolfmüller. Danach zog er nach Nürnberg um und arbeitete als Werkmeister und Konstrukteur bei der Firma Beißbarth. Noch im gleichen Jahr 1898 konstruierte er dort sein erstes eigenes Auto. Der kutschenartige Wagen war mit einem neuartigen Friktionsantrieb, einer stufenlosen Kraftübertragung vom Motor auf die Hinterachse ausgerüstet. Dieses Planscheiben-Reibradgetriebe wird als Vorläufer der heutigen Automatikgetriebe gesehen. Mit dieser Erfindung gründete Maurer im August 1899 die erste Autofabrik in Nürnberg, die 1900 nach Fusion mit der Firma Siebe, Kotschenreuther & Co. den Namen Nürnberger Motorfahrzeugfabrik Union, System Maurer GmbH erhielt. Maurer entwickelte u. a. einen speziell für Ärzte gedachten zweisitzigen „Doktorwagen“ (Typ IIb), der mit Lederhalbverdeck 4300 Reichsmark kostete.
Die Wagen von Maurer galten als besonders schnell. Maurer gewann mit einem seiner Wagen das erste Rennen Nürnberg nach Würzburg und zurück. 1902 übersiedelte die Fabrik in die Regensburger Str. 40–46. Zu Spitzenzeiten verließen ca. 60 Kraftfahrzeuge pro Monat das Werk. Zusätzlich erfolgte eine Produktion von Omnibussen und Autodroschken. 1903 gründete Maurer auch die Erste Bayerische Motor-Omnibuslinien-Gesellschaft m.b.H. Ab 1907 wurden auch LKW mit einer Tragkraft von bis zu 1,5 Tonnen gebaut. Maurer war damit auch einer der ersten LKW-Hersteller in Deutschland.  Maurer rüstete diese Fahrzeuge mit eigenen Motoren aus. Das Motorangebot umfasste Einzylinder- mit 4–12, Zweizylinder- mit 10–12 PS und Vierzylindermaschinen mit 16 PS. 1905 stammte die Hälfte der 160 Berliner Droschken von Maurer.
Die weitere Entwicklung war durch Auseinandersetzungen Ludwig Maurers mit Nachahmern des Reibungsgetriebes gekennzeichnet, so mit der Berliner Firma Otto Weiß & Co. Bei einer Gesellschaftsversammlung am 20. Januar 1908 wurde Ludwig Maurer des Postens als Geschäftsführer enthoben. Die neue Firmenführung musste den Betrieb jedoch im März 1911 liquidieren.
Unter dem Namen seiner Ehefrau führte Maurer ab 1908 einen Reparaturbetrieb, anfangs als Automobil-Fabrik Johanna Maurer firmierend. Dort entwickelte er u. a. einen propellergetriebenen Motorschlitten für Russland. In den 1920er Jahren stieg er in die Motorradproduktion ein. 1924 entwickelte er einen Kleinwagen mit einer Aluminiumkarosserie. 1931 ließ sich Maurer eine transportable Autogarage aus Eisenbeton patentieren. Nach dem Tode Maurers 1936 führten seine Söhne Paul, Leonhard, Eduard, Hans und Christian einen Reparaturbetrieb unter dem Namen Ludwig Maurer, Kraftfahrzeuge OHG weiter. 1971 wurde er liquidiert.